# 格格扎斯瑚里氏
格格扎斯瑚里氏或称庶妃扎斯瑚里氏（扎思瑚理氏），正白旗滿洲第五參領第三佐領下人，三等男、副都統瓦尔达之女，都統、議政大臣科岳爾圖之孫女，清朝康熙帝的嫔御（福晋级格格）:277-278。

## 生平
康熙十年（1671年）六月二十三日，正白旗瓦爾達侍衛之女扎斯瑚里氏，以及鑲黃旗遏必隆公家、正黃旗左都御史明珠家、鑲紅旗參領華善家、鑲紅旗原任總兵官佟國璽家、正藍旗六品官李顯宗家的格格，在三位或四位家中女僕的陪同下，入住東六宮之鍾粹宮，獲得與儲秀宮蒙古格格扎魯特博爾濟吉特氏相同的福晉級格格待遇，位分等級高於烏拉納喇氏等四位當時在康熙帝位下的小福晉級庶妃:277。
当代研究者王冕森指出扎斯瑚里氏等六人均出身八旗名门世家，推测是康熙帝后宫高级主位的候选人。康熙十六年（1677年）五月二十四日，康熙帝決定對其後宮主位進行第一批的正式冊封，六位格格之中，只有李氏和王佳氏被冊封為嬪位，其餘四位格格並未被冊封。目前僅知佟氏退出宮中，回到娘家，而扎斯瑚里氏與另外兩位格格則再無任何記載，未知是否回到娘家:278。根據《口奏綠頭牌白本檔案》的記載，康熙十六年六月初，後宮中除皇后鈕祜祿氏、貴妃佟氏、李氏等七位嬪之外，還有四位貴格格（貴人），其中一位貴格格享嬪級待遇，而此人即為日後的宣妃博爾濟吉特氏。若扎斯瑚里氏此時仍在宮中，其位份等級及所享待遇必定低於福晉級（妃級），最高僅為貴格格級。

## 出身
她的家族世居卦爾察和倫地方，是清代扎斯瑚里一姓之中最顯要的一系:277。
- 曾祖父：珍柱懇（珍柱肯、真柱懇），國初時率領四十名壯丁來歸，被編入正白旗滿洲，封為騎都尉，授予世管佐領，後從征黑龍江，加一雲騎尉。定鼎燕京時，敍功授二等輕車都尉。順治年間遇恩詔，封為三等男。

- 祖父：科岳爾圖（科耀爾圖），承襲世管佐領，仕至都統、議政大臣。康熙十年二月二十二日，予「故滿洲都統、議政大臣科岳爾圖」，祭葬如例[4]。

- 父親：瓦爾達，康熙四年五月承襲祖父珍柱懇所遺的三等男爵位入仕，承襲世管佐領，初任侍衛，後任護軍參領。康熙三十八年，升任正藍旗漢軍副都統，後轉為鑲白旗滿洲副都統。康熙四十年去世。

- 兄弟：至少二人，吳雅圖，降襲三等男爵位為二等輕車都尉，承襲世管佐領；索柱，在兄長去世後承襲二等輕車都尉。